# Caldo de torrejas
El caldo de torrejas es un plato típico de la región Costa de Ecuador que consiste en una sopa a la que se añade tortillas fritas preparadas con una mezcla de carne y huevo, denominadas torrejas.[cita requerida]

## Descripción
Se prepara un caldo con carne y hueso de res, especias, cebolla, ajo, y verduras como zanahoria, cebollas y papa. Las torrejas de preparan aparte con huevo y carne picada, y se añaden al caldo al momento de servirse.